# Entro in pass (singolo)
Entro in pass (in seguito riedito come Entro in pass 2k16) è il primo singolo del gruppo musicale Il Pagante, pubblicato l'8 gennaio 2012.

## Descrizione
Il videoclip ufficiale viene pubblicato l'8 gennaio 2012 sul canale ufficiale del gruppo, nella cui descrizione appare la spiegazione di chi è il "pagante", ossia colui che viene rappresentato nel brano. La canzone nasce da una serie di ironie fatte su un gruppo Facebook e vede la partecipazione in voce di Roberta Branchini, Marco Del Bono e Federica Napoli per l'etichetta Restylers. Il video musicale viene registrato ai Giardini della Guastalla di Milano, luogo di ritrovo dei ragazzi milanesi, utilizzando un iPhone 4. Il brano racconta il modo di vivere dei ragazzi del capoluogo lombardo. Il testo è rappresentativo dello slang giovanile.
Nel 2016, in vista della pubblicazione del primo album in studio del gruppo musicale, viene registrata una nuova versione, intitolata Entro in pass 2k16 che vede una rivisitazione del brano originale con la collaborazione del rapper Jake La Furia, oltreché in voce, anche nel testo. Nel giorno della pubblicazione del disco del trio, Entro in pass, il brano entra nella iTunes Charts alla posizione settantatré, rimanendo per due giorni. Il compact disc prende il nome proprio dal primo singolo della band.

## Tracce

### Edizione 2012
1. Entro In Pass [Original Radio Mix] – 3:00
2. Entro In Pass [Original Mix] – 4:01
3. Entro In Pass [Snake & Bamba Radio Remix] – 2:07
4. Entro In Pass [Snake & Bamba Remix] – 4:48

### Edizione 2016
1. Entro in pass 2k16 (feat. Jake La Furia) – 2:39 (Cremona, Vigorelli, Del Bono, Panzera, Tomasi)

## Formazione

### Gruppo
Edizione 2012
- Roberta Branchini - voce
- Marco Del Bono - voce
- Federica Napoli - voce

Edizione 2016
- Roberta Branchini - voce
- Federica Napoli - voce
- Eddy Veerus - voce

### Altri musicisti
Edizione 2016
- Jake La Furia - voce aggiuntiva

### Produzione
Edizione 2016
- Zef, Sissa, Davide Gubitoso - produzione